# Corydalis ananke
Corydalis ananke är en vallmoväxtart som beskrevs av Liden. Corydalis ananke ingår i släktet nunneörter, och familjen vallmoväxter. Inga underarter finns listade i Catalogue of Life.